# Friedrich von Weech
Friedrich von Weech (16 octobre 1837 - 17 novembre 1905) est un historien et archiviste allemand ,,.

## Biographie
Friedrich Otto Aristides von Weech est né à Munich. À cette époque, son père, l'officier de l'armée Friedrich Joseph von Weech (1794-1837), est mort à Athènes pendant l'été, alors qu'il sert dans l'armée du roi Otto. Le garçon fréquente l'école à Munich, puis passe plusieurs années à étudier avec des moines à l'abbaye de Metten en Basse-Bavière, avant de retourner à Munich, où il passe les deux dernières années de ses études au prestigieux Gymnase Maximilian de Munich. Il fréquente l'Université de Munich (1856) et, pendant certains semestres, Heidelberg (1857). Il obtient son doctorat à Munich en juin 1860. Sa thèse de doctorat est intitulée "Kaiser Ludwig der Bayer und König Johann von Böhmen, mit Urkundlichen Beiträgen" ("Empereur Ludwig, le Bavarois et le roi Jean de Bohême, [illustré] avec des sources originales").
Après cela, le jeune médecin rejoint l'équipe de Karl von Hegel, qui travaille à la compilation de 27 volumes, "Les chroniques des villes allemandes", sous les auspices de la Commission historique de l'Académie bavaroise des sciences,. Von Weech se consacre au deuxième volume, travaillant sur les rapports du XVe siècle d'Erhart Schürstab ( "Kriegsbericht und Ordnung" ) sur la guerre de Nuremberg contre Albert III Aquilies en 1449 et 1450. Ensuite, il décide de changer de domaine et investit dans la carrière universitaire et fait des plans pour passer à l'Université de Tübingen, mais à la fin, il part à l'Université de Fribourg.
Sa contribution à Fribourg est énergique et il participe plus largement à la vie publique. En 1863, Fribourg suit l'exemple d'autres villes allemandes en créant son propre comité chargé d'examiner la question Schleswig-Holstein (en). En tant que secrétaire du comité à Fribourg, von Weech convoque et préside une importante réunion des habitants de la ville le 29 novembre 1863, produisant également des brochures à l'appui de la vision «patriotique» de «La question». L'Allemagne a une presse régionale vigoureuse à l'époque, et au début des années 1860, von Weech se lance dans une carrière parallèle de journaliste à temps partiel. Les articles qu'il écrit sur des questions politiques et littéraires sont imprimés dans des journaux publiés à Augsbourg, Munich, Cologne et Karlsruhe. Il est possible que ce soit en raison de sa visibilité à cette époque qu'à la fin de 1864 il est employé par la Bibliothèque nationale royale de Karlsruhe comme bibliothécaire de la cour. Il occupe ce poste jusqu'en 1867, mais continue à travailler à Karlsruhe pour le reste de sa vie.

## Honneurs
Les titres attribués à Friedrich von Weech comprennent «Großherzoglich Badischer Kammerherrn» et «Geheimrat»\. En 1872, il reçoit « Ordre d'Olga » (Württemberg).